# Photonectes waitti
Photonectes waitti is een straalvinnige vissensoort uit de familie van de Stomiidae. De wetenschappelijke naam van de soort is voor het eerst geldig gepubliceerd in 2012 door Flynn & Klepadlo.